# ふりむけばヨコハマ
「ふりむけばヨコハマ」は、1989年1月21日に発売されたマルシアのデビュー・シングル。

## 概要
神奈川県横浜市の港・船を題材にしたご当地ソング。
同年デビューの田村英里子らと壮絶な新人賞争いを繰り広げる中、1989年大晦日の「第31回日本レコード大賞」では最優秀新人賞を獲得するなど、数々の新人賞を受賞する。
1990年1月22日、日本テレビ系列の生放送音楽番組「歌のトップテン」の、注目曲コーナーに出演し歌唱した。
1990年末の「第41回NHK紅白歌合戦」へは、同曲のロング・ヒットにより初出場を果たす。なおマルシアは故郷のブラジル・サンパウロ「オリンピア劇場」より、衛星生中継で披露した。
累計売上は25万枚。

## 収録曲
1. ふりむけばヨコハマ
  - 作詞：たきのえいじ／作曲：猪俣公章／編曲：竜崎孝路
2. やがて離愁
  - 作詞：山上路夫／作曲：猪俣公章／編曲：若草恵

## カバー
- 大月みやこ
- 水森かおり
- 坂本冬美